# Superkupa Shqiptar 2010
La Superkupa Shqiptar 2010 è stata la 17ª edizione della supercoppa albanese.
La partita fu disputata dalla Dinamo Tirana, vincitore del campionato, e dal Besa Kavajë, vincitore della coppa.
Questa edizione si giocò allo Niko Dovana Stadium di Durazzo e vinse il Besa Kavajë 3-1.
Per la squadra di Kavajë è il primo titolo.

## Tabellino
| Arbitro: | Sokol Jareçi |

|                                |           |           |
| Poçi 64’ Dhëmbi 74’ Shtini 85’ | Marcatori | 41’ Bakaj |